# 把儿孙
把儿孙（？—1530年），兀良哈氏，明代漠南蒙古朵颜卫领主。先祖是成吉思汗的四獒者勒蔑，朵颜卫都督花当次子。 
把儿孙勇猛善战，明朝封他为指挥同知。后来常联合察哈尔部袭击明朝边境。明武宗正德十年（1515年），因多次向明朝要求增加贡额、抚赏，被朝廷拒绝。把儿孙率千余骑攻破鲇鱼关（今河北省遵化县西北长城），进入马兰峪（遵化县西北），杀死明朝将领陈乾等，被明廷削职。不久，遣使请罪入贡，明朝准许进贡如初。明世宗嘉靖九年（1530年），父亲花当卒，因长兄革列孛罗早死，把儿孙谋夺嫡袭父职都督，未成，革儿孛罗子革兰台继位。不久，把儿孙也去世，明朝命其子伯革袭职指挥同知。